# Jame Drak Jerpa
Jerpa (znan tudi kot Brag Jer-pa, Drak Jerpa, Druk Jerpa, Dagjeba, Dajerpa in Trajerpa) je samostan in številne starodavne meditacijske jame, v katerih je nekoč živelo približno 300 menihov, in so kratko vožnjo vzhodno od Lase na Tibetu.

## Opis
Drak Jerpa je na pobočju v okrožju Dagzê. Vhod v dolino Jerpa je približno 16 kilometrov severovzhodno od Lase na severnem bregu reke Kjiču. Od tam je še 10 kilometrov do znamenitih starodavnih meditacijskih jam v spektakularnih apnenčastih pečinah doline Jerpa (tibetansko བྲག་ཡེར་པ་, Wylie: Brag Yer-pa). Nasproti glavnih jam je starodavno nebeško pokopališče.
Dolino naj bi obiskal slavni legendarni junak Gesar iz Linga. Verjame se, da so luknje, ki so jih njegove puščice pustile v pečinah, dokaz njegove prisotnosti.

## Zgodovina

### Zgodnja leta
Obstaja več majhnih templjev, svetišč in puščavnic, pečine pa vsebujejo nekatera najstarejša znana mesta za meditacijo v Tibetu, nekatera izvirajo iz predbudističnih časov. Med bolj znanimi so tista, ki so tradicionalno povezana s Songcen Gampom (604–650 n. št.) (tradicionalno 33. kralj dinastije Jarlung in prvi cesar združenega Tibeta). Njegova tibetanska kraljica Monza Triučam je tukaj ustanovila tempelj Drak Jerpa.
Pravijo, da so on in njegovi dve kraljici, rojeni v tujini, meditirali v templju Peu Marsergji in v Čogjel Puku ter odkrili 'samo-nastale' simbole Bude – telo, govor in um. Padmasambhava ali Guru Rinpoče (konec 8. do začetka 9. stoletja) je tukaj meditiral in prakticiral tantrično jogo s svojo jogini Ješe Tsogjal ter preživel 7 mesecev v meditaciji v 'Dava Puku', ki velja za eno od njegovih treh najpomembnejših krajev dosežka.
Potem ko je Lhalung Pelgyi Dordže leta 842 n. št. umoril protibudističnega bonskega cesarja Langdarmo, naj bi se skril v jamo in meditiral 22 let. Njegov klobuk je bil tam shranjen do leta 1959.
Jerpa je postalo eno od treh najpomembnejših središč meditacije in umika v osrednjem Tibetu. Tukaj naj bi meditirali tudi številni učenci Guruja Rinpočeja. Atiša (982–1054 n. št.) je v dolini veliko pridigal. Atišina puščavnica je v ruševinah, vendar je imela v 19. stoletju 300 menihov in je bila poletna rezidenca samostana Ramoče (Zgornji tantrični kolegij).
Kasnejša zgodovina beleži, da sta tako Songcen Gampo kot Trisong Detsen (756–797) ustanovila templje v Jerpi, Klu-mes Tshul-khrims pa jih je v 11. stoletju nekoliko prenovil. Izročilo pravi, da je po rojstvu Songcen Gampovega edinega sina, Gungrija Gungstena, Mangzi Tričam, princesi iz Manga, eni od njegovih žena: »Svetišče in stupa, posvečena zaščitniškemu božanstvu matere in sina, bila zgrajena na naročju skalnate gore, ki je spominjala na sedečo podobo svete Tare v regiji Jerpa.«

### Nadzor Gelugov
Starodavna Kadampa gompa Jerpa Drubde je po reformaciji Je Tsongkhape (1357–1419) prešla pod nadzor Gelugov. Po smrti 4. dalajlame (1589–1617) so se leta 1618 menihi geluških samostanov Sera in Drepung uprli silam Tsangpa v Lasi. Tisti, ki niso bili ubiti, so se zatekli v Taglung na severovzhodu. Khöntön Rinpočé, ki je poskušal prepričati menihe iz Sere, naj se izognejo nasilju, se je preselil v Jerpo, kamor se je vrnil mir. Jerpa je v tem času izgubil svoje bogastvo in je bil podrejena samostanu Taklung.

### Zadnja leta
V Jerpi je vsaj od začetka 19. stoletja do leta 1959 živelo približno 300 menihov. Služil je tudi kot poletna rezidenca tantričnega kolidža Gyuto Lhasa. Samostan Drubde, poletna rezidenca kolidža Gyutö, je bil uničen leta 1959. Med kulturno revolucijo (1966–76) je bil celoten kompleks v Jerpi, vključno s samostanom Drak Jerpa in poletno rezidenco Zgornjega tantričnega kolidža, popolnoma uničen.
S prostovoljnim delom in donacijami so bili nekateri jamski templji in Drak Jerpa kasneje delno obnovljeni. Policija je prišla v Jerpo po nemirih oktobra 1987 in na vrata templja nalepila obvestila, s katerimi je ljudi opozarjala pred sodelovanjem v 'kontrarevolucionarnih dejavnostih'. Leta 1998 je vlada porušila številne kapele, ki so bile zgrajene brez dovoljenja. Število menihov, ki so bili dovoljeni v Jerpi, je bilo leta 2008 še vedno strogo nadzorovano.
- Jerpa, 1993
- Vhod v Dawa Puk, jamo Guruja Rinpočeja
- Samonastali sveti simbol
- Kip cesarja Songcena Gampa v njegovi meditacijski jami v Jerpi
- Kip Guruja Rinpočeja v njegovi meditacijski jami v Jerpi
- Dolina Jerpa pod čortenom
- Gesarjeve luknje od puščic. (Kliknite za ogled lukenj v gorah).
- Nebeško pokopališče, Jerpa
- Dolina Drak Yerpa iz uničenega samostana
- Drak Jerpa
- Drak Jerpa, 2015